# Non è vero... ma ci credo
Non è vero... ma ci credo è una commedia in tre atti del 1942, scritta da Peppino De Filippo.
Dalla commedia fu tratto un film omonimo, nel 1952, con la regia di Sergio Grieco

## Trama
Il commendatore Gervasio Savastano è un convinto superstizioso; i suoi affari al momento non vanno bene e lui ritiene che la colpa sia attribuibile ad un suo impiegato, Belisario Malvurio, cui attribuisce influssi negativi. Anche in famiglia ci sono problemi: sua figlia Rosina si è innamorata di un giovane, che il commendatore non conosce ma che ritiene non essere all'altezza della ragazza. All'improvviso sembra però che la fortuna si ricordi del commendator Savastano: in azienda si presenta un giovane che si chiama Alberto Sammaria e pare essere gobbo e con il suo arrivo gli affari ricominciano di colpo ad andar bene. Anche la figlia del commendatore sembra aver ritrovato la sua serenità: il giovane di cui era perdutamente innamorata pare essere diventato un lontano ricordo. Tutto sembra filare liscio, gli affari prosperano e le asperità vengono appianate quasi sempre grazie all'intervento di Sammaria. Ma lo scompiglio arriva all'improvviso: Alberto Sammaria confessa al commendatore di essersi innamorato di Rosina e per questo motivo è determinato a voler dare le dimissioni. Il commendatore è disperato, ma troverà una soluzione: convincerà sua figlia a sposare Sammaria. Dopo un'iniziale resistenza dovuta alla malformazione fisica, la ragazza si convince. Ma un incubo sconvolge i sogni del commendatore: che i suoi nipotini ereditino il difetto fisico di Sammaria. Il matrimonio si celebra, ma il commendatore non riesce ad allontanare i suoi timori, ne parla con il suo medico personale e comunica ai ragazzi la sua intenzione di invalidare le nozze. Ma alla fine scoprirà di essere stato raggirato, con la complicità di sua moglie, di sua figlia, del suo medico e del neo genero: Sammaria non è altri che il giovane di cui Rosina era sempre stata innamorata e la gobba era solo un artificio cucito nella giacca, per consentirgli di entrare nelle grazie del futuro suocero. Il commendatore si convince, riassume il temuto impiegato Belisario Malvurio e cede all'amore dei due giovani, anche perché, pure se non è gobbo Sammaria ha portato bene.